# دانیرما

دانیرما شهری در شهرستان ایماسگو در استان بولکیمده در بورکینافاسوی غربی مرکزی است جمعیت آن ۲۴۵۹ نفر است.